# Августа Рейсс-Эберсдорфская
Августа Каролина София Рейсс-Эберсдорфская (нем. Auguste Caroline Sophie Reuß zu Ebersdorf; 19 января 1757, Заальбург-Эберсдорф — 16 ноября 1831, Кобург) — графиня (позже принцесса) из рода Рейсс младшей линии, в браке — герцогиня Саксен-Кобург-Заальфельдская. Она была вторым ребёнком из семи детей Генриха XXIV, графа Рейсс-Эберсдорфского, и его жены Каролины Эрнестины Эрбах-Шенбергской.

## Биография
Августа Каролина считалась одной из красивейших женщин своего времени. Её отец заказал художнику Иоганну Генриху Тишбейну портрет дочери, на котором она была изображена в образе Артемисии. Картину повесили в здании рейхстага в Регенсбурге, где её смогли бы увидеть потенциальные кандидаты на руку Августы Каролины.
В Эберсдофе 13 июня 1777 года Августа Каролина вышла замуж за Франца Фридриха Антона, герцога Саксен-Кобург-Заальфельдского, купившего перед этим картину за большие деньги.
С тремя старшими дочерьми герцогиня совершила поездку в Санкт-Петербург, когда Екатерина II выбирала невесту для своего второго внука, Константина Павловича. Выбор пал на Юлиану Генриетту Ульрику, младшую из трёх саксен-кобургских принцесс.
Августа умерла скоропостижно от сильной простуды в Кобурге 16 ноября 1831 года в возрасте семидесяти четырёх лет, спустя пять месяцев после избрания её сына Леопольда королём бельгийцев.

## Потомство
За годы брака Августа Каролина родила десять детей, некоторые из которых широко известны в европейской истории:
1. София Фридерика (1778–1835), c 1804 года замужем морганатическим браком за лотарингским шевалье, впоследствии фельдмаршал-лейтенантом графом Эммануэлем Менсдорф-Пули; сын — Александр фон Менсдорф-Пули;
2. Антуанетта (1779–1824), замужем (с 1798) за герцогом Александром Вюртембергским;
3. Юлианна Генриетта Ульрика (1781–1860), в России известна как великая княгиня Анна Фёдоровна, была замужем (в 1796–1820) за цесаревичем Константином Павловичем[4], имела внебрачное потомство;
4. мертворождённый сын (род. и ум. 1782);
5. Эрнст I (1784–1844), герцог Саксен-Кобург-Готский, был женат первым браком (в 1817–1826) на принцессе Луизе Саксен-Гота-Альтенбургской, вторым (с 1832) — на своей родной племяннице, принцессе Марии Вюртембергской; младший сын от первого брака — принц-консорт Альберт;
6. Фердинанд (1785–1851), был женат (с 1815) на венгерской княжне Марии Антонии Кохари;
7. Виктория, была замужем первым браком (в 1803–1814) за князем Эмихом Карлом цу Лейнингеном, вторым (с 1818) — за герцогом Эдуардом Августом Кентским; дочь от второго брака — королева Великобритании Виктория;
8. Марианна Шарлотта (1788–1794);
9. Леопольд I (1790–1865), первый король независимой Бельгии; был женат первым браком (в 1816–1817) на наследнице британского престола принцессе Шарлотте Августе Уэльской, вторым (с 1830) — на принцессе Луизе Марии Орлеанской;
10. Франц Максимилиан Людвиг (1792–1793).

Графиня Августа — бабушка многих коронованных особ XIX века; помимо вышеназванных, это Фернанду II Португальский, императрица Шарлотта Мексиканская и её брат Леопольд II, короля Бельгии.

## Награды
- орден Святой Екатерины 1 степени (7 октября 1795)[5].